# Korsakov (roman)
Pour les articles homonymes, voir Korsakov.
Korsakov est un roman d'Éric Fottorino publié le 20 août 2004 aux éditions Gallimard et ayant reçu la même année le prix France Télévisions et le prix des Libraires ainsi que le prix Nice-Baie-des-Anges l'année suivante.

## Résumé
Le docteur François Signorelli atteint du syndrome de Korsakov observe les tours que lui joue sa mémoire sur ses souvenirs réels et ceux apportés par un grand-père adoptif adoré à la vie romanesque. À travers cette métaphore du syndrome de Korsakov, Éric Fottorino fait de la nécessité d’oublier les pires souvenirs la condition pour devenir soi. Dans ce roman, l’auteur essaie de s’inventer une famille d’adoption imaginaire pour combler sa carence affective. Loin de combattre sa maladie, le héros s’en fait le complice pour mieux oublier les années sombres de son enfance.

## Éditions
- Korsakov, Gallimard, coll. « Blanche », 20 août 2004, 474 p.,  (ISBN 2-07-074746-8)
- Korsakov, Gallimard, coll. « Folio » no 4333, 26 janvier 2006, 526 p.  (ISBN 2-07-032580-6)